# Nága Nemzeti Tanács
A Nága Nemzeti Tanács a nága nép politikai szervezete volt az 1940-es évek végén és az 1950-es évek elején, mely az India keleti részén elhelyezkedő Nágaföld függetlenségének kivívását tűzte ki célul. Vezetője Angami Zapu Phizo volt, akit a nágaföldi szeparatista csoportok a mai napig a "nágák atyjának" tekintenek.

## Története
A második világháború végét követő években rohamos léptekkel kezdetét vette a Brit Gyarmatbirodalom felbomlása, ennek eredményeként - hosszas tárgyalásokat követően - 1947-ben létrejött a független Indiai Köztársaság is. Az indiai függetlenedési folyamatba illeszkedve, 1945 áprilisában - brit javaslatra - Nágaföldön felállították az ún. Naga Hills kerületen belül a Nága Törzsi Tanácsot. 1946 februárjában ezt a szervezetet átszervezték és a Nága Nemzeti Tanács nevet adták neki, melynek fő feladata volt az indiai kormánnyal való kapcsolat feltételeinek kidolgozása, a britek távozását követően.
A szervezeti szabályozást követően, a Nága Nemzeti Tanácsnak két központi tanácsát hozták létre, egyet Kohima és egyet Mokokchung városban. Mindkét központi tanács törzsi tanácsokra oszlott, melyeknek tagjait nem választották, hanem a központi tanács jelölte ki.
A Nága Törzsi Tanács már 1945 júniusában egy memorandumot küldött a brit kormánynak, melyben kérte az autonóm státus megadását Nágaföld részére, de később visszakoztak a Gopinath Bardoloi asszámi politikussal kezdett tárgyalások miatt, melynek célja Nágaföldnek egy - Indián belüli - autonóm Asszám régióba való beolvasztása volt. A tárgyalások ellenére, végül 1947. február 20-án a nemzeti tanács egy nágaföldi kormány létrehozásáról döntött, melynek mandátuma 10 évre szólt és egy "gyámhatalom" védnöksége alatt kellett gyakorolnia a hatalmát (azt azonban nem rögzítették, hogy India vagy az Egyesült Királyság számított gyámhatalomnak).
1947 júniusában Dzsaváharlál Nehru indiai miniszterelnök lépéseket tett a Nága Nemzeti Tanács széles hatáskörének limitálására, beleértve a nága kormány felszámolását is. Angami Zapu Phizo és a nemzeti tanács vezetői Mohandász Karamcsand Gandhihoz fordultak segítségért, aki megígérte a közbenjárást Nágaföld ügyében. Ennek ellenére 1947. augusztus 14-én, egy nappal India függetlenségének kikiáltása előtt a Phizo kikiáltotta Nágaföld függetlenségét, de ez a lépés nem örvendett osztatlan támogatásnak a nemzeti tanács részéről, így a politikai szervezet és az indiai kormány közti tárgyalások tovább folytatódtak, ennek eredményeként 1948-ban létrejött Nágaföld - India részeként.
1949-től kezdődően a Phizo vezette szecesszionista mozgalom kerekedett felül, melynek eredményeként - 1950-ben - a Nága Nemzeti Tanács egy függetlenségi referendumot tartott, amelyen a nága lakosság 99,9%-a a függetlenség mellett szavazott. Az indiai kormány azonban törvénytelennek tekintette a referendumot, és 1953-ban feloszlatta a politikai szervezetet.
Phizo 1954-ben megkísérelte a nemzeti tanács újbóli létrehozását, egyúttal gerillaharcot indítva az indiai kormány ellen is. Erre válaszul, 1956 januárjában Nágaföldet az indiai hadsereg parancsnokságának fennhatósága alá rendelték. Phizo 1956 decemberében kénytelen volt Kelet-Pakisztánba (ma Banglades), majd Londonba menekülni, egyúttal a Nága Nemzeti Tanácsot is hivatalosan feloszlatva.